# Okręg wyborczy nr 3 do Senatu Rzeczypospolitej Polskiej (2001–2011)
Okręg wyborczy nr 3 do Senatu Rzeczypospolitej Polskiej obejmował w latach 2001–2011 obszar miasta na prawach powiatu Wrocławia oraz powiatów górowskiego, milickiego, oleśnickiego, oławskiego, strzelińskiego, średzkiego, trzebnickiego, wołowskiego i wrocławskiego (województwo dolnośląskie). Wybierano w nim 3 senatorów na zasadzie większości względnej.
Powstał w 2001, jego obszar należał wcześniej do okręgu obejmujących województwo wrocławskie oraz części województw kaliskiego, legnickiego, leszczyńskiego i wałbrzyskiego. Zniesiony został w 2011, na jego obszarze utworzono nowe okręgi nr 6, 7 i 8.
Siedzibą okręgowej komisji wyborczej był Wrocław.

## Reprezentanci okręgu
| Rok  | Senator komitet wyborczy                  | Senator komitet wyborczy                                  | Senator komitet wyborczy                        | Senator komitet wyborczy                                         | Senator komitet wyborczy                  | Senator komitet wyborczy                                  |
| ---- | ----------------------------------------- | --------------------------------------------------------- | ----------------------------------------------- | ---------------------------------------------------------------- | ----------------------------------------- | --------------------------------------------------------- |
| 2001 |                                           | Maria Berny KKW Sojusz Lewicy Demokratycznej – Unia Pracy |                                                 | Bogusław Litwiniec KKW Sojusz Lewicy Demokratycznej – Unia Pracy |                                           | Marian Noga KKW Sojusz Lewicy Demokratycznej – Unia Pracy |
| 2004 |                                           | Maria Berny KKW Sojusz Lewicy Demokratycznej – Unia Pracy | Stanisław Huskowski KWW Stanisława Huskowskiego | Bogusław Litwiniec KKW Sojusz Lewicy Demokratycznej – Unia Pracy |                                           |                                                           |
| 2005 |                                           | Andrzej Jaroch Prawo i Sprawiedliwość                     |                                                 | Tomasz Misiak Platforma Obywatelska RP                           |                                           | Władysław Sidorowicz Platforma Obywatelska RP             |
| 2007 |                                           | Leon Kieres Platforma Obywatelska RP                      | Jarosław Duda Platforma Obywatelska RP          |                                                                  |                                           | Władysław Sidorowicz Platforma Obywatelska RP             |
| 2011 | okręg zniesiony, patrz okręgi nr 6, 7 i 8 | okręg zniesiony, patrz okręgi nr 6, 7 i 8                 | okręg zniesiony, patrz okręgi nr 6, 7 i 8       | okręg zniesiony, patrz okręgi nr 6, 7 i 8                        | okręg zniesiony, patrz okręgi nr 6, 7 i 8 | okręg zniesiony, patrz okręgi nr 6, 7 i 8                 |

## Wyniki wyborów
Symbolem „●” oznaczono senatorów ubiegających się o reelekcję.

### Wybory parlamentarne 2001
| Kandydat                                              | Kandydat            | Komitet wyborczy                              | Głosów  |
| ----------------------------------------------------- | ------------------- | --------------------------------------------- | ------- |
|                                                       | Maria Berny         | KKW Sojusz Lewicy Demokratycznej – Unia Pracy | 148 698 |
|                                                       | Bogusław Litwiniec● | KKW Sojusz Lewicy Demokratycznej – Unia Pracy | 137 887 |
|                                                       | Marian Noga●        | KKW Sojusz Lewicy Demokratycznej – Unia Pracy | 136 128 |
|                                                       | Andrzej Wiszniewski | KWW Blok Senat 2001                           | 124 916 |
|                                                       | Janusz Korwin-Mikke | KWW Blok Senat 2001                           | 107 837 |
|                                                       | Jacek Ossowski      | KWW Blok Senat 2001                           | 83 183  |
|                                                       | Tadeusz Drab        | Polskie Stronnictwo Ludowe                    | 57 196  |
|                                                       | Andrzej Francuz     | KWW Andrzej Francuz                           | 54 720  |
|                                                       | Danuta Surowińska   | Alternatywa Ruch Społeczny                    | 45 547  |
|                                                       | Stanisław Kinal     | Alternatywa Ruch Społeczny                    | 28 125  |
|                                                       | Emil Antoniszyn     | KWW Emerytów i Rencistów – Emil Antoniszyn    | 23 851  |
| Frekwencja: 46,90% Źródło: Państwowa Komisja Wyborcza |                     |                                               |         |

*Bogusław Litwiniec i Marian Noga reprezentowali w Senacie IV kadencji (1997–2001) województwo wrocławskie (Marian Noga został wybrany w 2000, Bogusław Litwiniec w 2001).

### Wybory uzupełniające 2004
Głosowanie odbyło się z powodu wyboru Mariana Nogi na członka Rady Polityki Pieniężnej.
| Kandydat                                             | Kandydat             | Komitet wyborczy                              | Głosów |
| ---------------------------------------------------- | -------------------- | --------------------------------------------- | ------ |
|                                                      | Stanisław Huskowski  | KWW Stanisława Huskowskiego                   | 14 506 |
|                                                      | Janusz Korwin-Mikke  | KWW Janusza Korwin-Mikke                      | 10 782 |
|                                                      | Władysław Frasyniuk  | Unia Wolności                                 | 8797   |
|                                                      | Jan Rymarczyk        | KKW Sojusz Lewicy Demokratycznej – Unia Pracy | 6757   |
|                                                      | Artur Paprota        | Liga Polskich Rodzin                          | 6140   |
|                                                      | Emil Antoniszyn      | Samoobrona Rzeczpospolitej Polskiej           | 4486   |
|                                                      | Marek Celejewski     | Ruch Katolicko-Narodowy                       | 3489   |
|                                                      | Krzysztof Wronecki   | KWW Krzysztofa Wroneckiego                    | 2223   |
|                                                      | Jacek Bąbka          | KWW Studenta Jacka Bąbki                      | 1265   |
|                                                      | Stanisław Czerwiński | Polskie Stronnictwo Ludowe                    | 1180   |
| Frekwencja: 6,39% Źródło: Państwowa Komisja Wyborcza |                      |                                               |        |

### Wybory parlamentarne 2005
| Kandydat                                              | Kandydat                | Komitet wyborczy                           | Głosów  |
| ----------------------------------------------------- | ----------------------- | ------------------------------------------ | ------- |
|                                                       | Andrzej Jaroch          | Prawo i Sprawiedliwość                     | 127 909 |
|                                                       | Tomasz Misiak           | Platforma Obywatelska RP                   | 113 203 |
|                                                       | Władysław Sidorowicz    | Platforma Obywatelska RP                   | 107 004 |
|                                                       | Grażyna Orłowska-Sondej | „Orłowska” KWW                             | 69 614  |
|                                                       | Stanisław Łopatowski    | Sojusz Lewicy Demokratycznej               | 53 793  |
|                                                       | Tomasz Feliks Wójcik    | Liga Polskich Rodzin                       | 50 188  |
|                                                       | Jarosław Czarnecki      | Liga Polskich Rodzin                       | 42 899  |
|                                                       | Teresa Jasztal          | Sojusz Lewicy Demokratycznej               | 42 783  |
|                                                       | Maria Berny●            | Socjaldemokracja Polska                    | 42 483  |
|                                                       | Marek Paśko             | Liga Polskich Rodzin                       | 38 223  |
|                                                       | Jacek Bednarski         | Samoobrona Rzeczpospolitej Polskiej        | 36 185  |
|                                                       | Jan Gruca               | Platforma Janusza Korwin-Mikke             | 34 503  |
|                                                       | Ryszard Filiński        | Samoobrona Rzeczpospolitej Polskiej        | 28 403  |
|                                                       | Leszek Paradowski       | KWW Leszka Ireneusza Paradowskiego         | 27 451  |
|                                                       | Rafał Kubacki           | KWW Rafała Kubackiego                      | 27 003  |
|                                                       | Tadeusz Drab            | Polskie Stronnictwo Ludowe                 | 19 458  |
|                                                       | Józef Wysocki           | Organizacja Narodu Polskiego – Liga Polska | 11 688  |
|                                                       | Piotr Pałys             | Dom Ojczysty                               | 9957    |
|                                                       | Jerzy Lipiński          | Polska Partia Narodowa                     | 5307    |
| Frekwencja: 41,73% Źródło: Państwowa Komisja Wyborcza |                         |                                            |         |

### Wybory parlamentarne 2007
| Kandydat                                              | Kandydat              | Komitet wyborczy                      | Głosów  |
| ----------------------------------------------------- | --------------------- | ------------------------------------- | ------- |
|                                                       | Leon Kieres           | Platforma Obywatelska RP              | 259 453 |
|                                                       | Jarosław Duda         | Platforma Obywatelska RP              | 238 028 |
|                                                       | Władysław Sidorowicz● | Platforma Obywatelska RP              | 201 555 |
|                                                       | Kornel Morawiecki     | Prawo i Sprawiedliwość                | 139 471 |
|                                                       | Andrzej Jaroch●       | Prawo i Sprawiedliwość                | 136 918 |
|                                                       | Paweł Wróblewski      | Prawo i Sprawiedliwość                | 128 690 |
|                                                       | Leszek Cybulski       | KKW Lewica i Demokraci SLD+SDPL+PD+UP | 79 826  |
|                                                       | Jarosław Wardęga      | KKW Lewica i Demokraci SLD+SDPL+PD+UP | 62 802  |
|                                                       | Tadeusz Jakubowski    | Polskie Stronnictwo Ludowe            | 57 236  |
|                                                       | Krzysztof Bilski      | Samoobrona Rzeczpospolitej Polskiej   | 18 584  |
|                                                       | Jacek Bąbka           | KWW Jacka Bąbki                       | 16 549  |
| Frekwencja: 58,17% Źródło: Państwowa Komisja Wyborcza |                       |                                       |         |